# Leiria (freguesia)
Leiria est une freguesia portugaise située dans le district de Leiria.
Avec une superficie de 6,85 km2 et une population de 13 947 habitants (2001), la paroisse possède une densité de 2 036,1 hab/km2.